# Numero di Schröder
In matematica, data una griglia quadrata di dimensione {\displaystyle n\times n} nel 1° quadrante di un sistema di riferimento cartesiano, il numero di Schröder, {\displaystyle S_{n}}, descrive il numero di cammini possibili per arrivare dal punto di coordinate (0, 0) al punto di coordinate (n, n), ammettendo di potersi muovere soltanto in verticale e in orizzontale o in diagonale verso destra e senza che il cammino oltrepassi mai la diagonale data dalla retta di equazione {\displaystyle y=x}.
La successione di tali numeri interi, che prendono il nome dal matematico tedesco Ernst Schröder, per {\displaystyle n=0,1,\dots }, ha come primi elementi:
1, 2, 6, 22, 90, 394, 1 806, 8 558, ...

## Esempi
La figura seguente mostra i 6 cammini che, rispettando le sopraccitate condizioni, è possibile fare per raggiungere il punto di coordinate (2,2) partendo dal punto di coordinate (0,0).

## Costruzioni correlate
Un cammino di Schröder di lunghezza {\displaystyle n} è un cammino reticolare dal punto {\displaystyle (0,0)} al punto {\displaystyle (2n,0)} con passi orientati verso nord-est, {\displaystyle (1,1);} est, {\displaystyle (2,0);} e sud-est, {\displaystyle (1,-1),} che non va al di sotto dell'asse delle ascisse. Il numero di Schröder ennesimo è il di numero di cammini di Schröder di lunghezza {\displaystyle n}. La figura seguente mostra i 6 cammini di Schröder di lunghezza pari a 2.
Similmente, i numeri di Schröder rappresentano il numero di modi in cui si può dividere un rettangolo in {\displaystyle n+1} rettangoli più piccoli usando {\displaystyle n} segmenti passanti per {\displaystyle n} punti disposti in maniera casuale nel rettangolo, con ogni segmento che interseca uno solo dei suddetti punti e divide solo un singolo rettangolo in due più piccoli, in un processo simile a quello della triangolazione, in cui una forma è divisa in triangoli non sovrapposti invece in rettangoli. La figura seguente mostra le 6 possibili divisioni di un rettangolo in 3 rettangoli più piccoli usando 2 segmenti:
Nella sottostante figura sono invece mostrate le 22 divisioni di un rettangolo in 4 rettangoli più piccoli usando 3 segmenti:
Il numero di Schröder {\displaystyle S_{n}} rappresenta anche le permutazioni separabili di lunghezza {\displaystyle n-1}.

## Successioni correlate
I numeri Schröder sono talvolta chiamati "grandi numeri Schröder" poiché esiste un'altra successione di Schröder, ossia quella dei "piccoli numeri di Schröder", chiamati anche "numeri di Schröder-Ipparco". Le connessioni tra i cammini rappresentati da questi due numeri possono essere viste in diversi modi:
- Considerando i cammini dal punto {\displaystyle (0,0)} al punto {\displaystyle (n,n)} con passi {\displaystyle (1,1),} {\displaystyle (2,0),} e {\displaystyle (1,-1)} che non salgono al di sopra della diagonale principale, si può vedere che ci sono due tipi di cammini: quelli che, anche solo in alcuni tratti, si estendono lungo la suddetta diagonale e quelli che non lo fanno mai. I grandi numeri di Schröder includono entrambi i tipi di cammino, mentre i piccoli numeri di Schröder tengono conto solo dei cammini che al massimo toccano la diagonale ma non hanno alcun tratto che si estende lungo di essa.[3]
- Se {\displaystyle S_{n}} è l'{\displaystyle n}-simo grande numero di Schröder e {\displaystyle s_{n}} è l'{\displaystyle n}-simo piccolo numero di Schröder, allora {\displaystyle S_{n}=2s_{n}} per {\displaystyle n>0} {\displaystyle (S_{0}=s_{0}=1).}[4]

I cammini di Schröder sono simili ai cammini di Dick ma permettono anche il passo diagonale invece che solamente orizzontale e verticale. Un altro cammino simile è quello rappresentato dai numeri di Motzkin; i cammini di Motzkin permettono anch'essi i passi diagonali ma ammettono solo un singolo passo orizzontale (1,0), e rappresentano i cammini da {\displaystyle (0,0)} a {\displaystyle (n,0)}.
Esiste anche una disposizione triangolare associata con i numeri di Schröder che fornisce una relazione di ricorrenza (sebbene non solo con i numeri di Schröder). I primi termini sono:
1, 1, 2, 1, 4, 6, 1, 6, 16, 22, ...
Risulta più facile vedere la connessione tra i numeri di Schröder quando la sequenza viene disposta in modo triangolare:
| kn | 0 | 1  | 2  | 3   | 4   | 5     | 6     |
| -- | - | -- | -- | --- | --- | ----- | ----- |
| 0  | 1 |    |    |     |     |       |       |
| 1  | 1 | 2  |    |     |     |       |       |
| 2  | 1 | 4  | 6  |     |     |       |       |
| 3  | 1 | 6  | 16 | 22  |     |       |       |
| 4  | 1 | 8  | 30 | 68  | 90  |       |       |
| 5  | 1 | 10 | 48 | 146 | 304 | 394   |       |
| 6  | 1 | 12 | 70 | 264 | 714 | 1 412 | 1 806 |

I numeri di Schröder sono quindi quelli disposti sulla diagonale, ossia {\displaystyle S_{n}=T(n,n)} dove {\displaystyle T(n,k)} è il numero alla riga {\displaystyle n} e alla colonna {\displaystyle k}. La relazione di ricorrenza data da questa disposizione è:
{\displaystyle T(n,k)=T(n,k-1)+T(n-1,k-1)+T(n-1,k)}
con {\displaystyle T(1,k)=1} e {\displaystyle T(n,k)=0} per {\displaystyle k>n}. Un'altra osservazione da fare è che la somma dei numeri sull'{\displaystyle n}-sima riga è il {\displaystyle (n+1)}-esimo piccolo numero di Schröder (o numero di Schröder-Ipparco), ossia:
{\displaystyle \sum _{k=0}^{n}T(n,k)=s_{n+1}}.

## Relazione di ricorrenza
{\displaystyle S_{n}=3S_{n-1}+\sum _{k=1}^{n-2}S_{k}S_{n-k-1}} per {\displaystyle n\geq 2} con {\displaystyle S_{0}=1}, {\displaystyle S_{1}=2}.

## Funzione generatrice
La funzione generatrice {\displaystyle G(x)} di {\displaystyle (S_{n})} è
{\displaystyle G(x)={\frac {1-x-{\sqrt {x^{2}-6x+1}}}{2x}}=\sum _{n=0}^{\infty }S_{n}x^{n}}.

## Utilizzi
Uno degli argomenti trattati dalla combinatoria è la tassellatura delle forme, e un esempio particolare di questa è la tassellatura con tasselli a domino, che cerca di trovare quanti domino (cioè rettangoli di dimensioni {\displaystyle 1\times 2} o {\displaystyle 2\times 1}) si possono disporre su una qualunque superficie facendo in modo che la superficie sia completamente coperta e che i domino non si sovrappongano e non escano fuori dal perimetro della superficie. 

La tassellatura con tasselli a domino di un diamante Azteco di ordine 4.

Quello che risulta è che esiste una connessione tra i numeri di Schröder e la tassellatura con tasselli a domino della superficie nota come diamante Azteco. Il determinante di una matrice di Hankel di dimensione {\displaystyle (2n-1)\times (2n-1)} dei numeri di Schröder, ossia la matrice quadrata in cui il {\displaystyle (i,j)}-esimo elemento è {\displaystyle S_{i+j-1},} è il numero di modi in cui si può tassellare un diamante Azteco di ordine {\displaystyle n} utilizzando tasselli a forma di domino, vale a dire {\displaystyle 2^{n(n+1)/2}}. Quindi, data la generica matrice,
{\displaystyle {\begin{vmatrix}S_{1}&S_{2}&\cdots &S_{n}\\S_{2}&S_{3}&\cdots &S_{n+1}\\\vdots &\vdots &\ddots &\vdots \\S_{n}&S_{n+1}&\cdots &S_{2n-1}\end{vmatrix}}=2^{n(n+1)/2}.}
Si ha ad esempio:
- {\displaystyle {\begin{vmatrix}2\end{vmatrix}}=2=2^{1(2)/2}}

- {\displaystyle {\begin{vmatrix}2&6\\6&22\end{vmatrix}}=8=2^{2(3)/2}}

- {\displaystyle {\begin{vmatrix}2&6&22\\6&22&90\\22&90&394\end{vmatrix}}=64=2^{3(4)/2}}